# Canário-da-puna
O canário-da-puna (Sicalis lutea) é uma espécie de ave da família Thraupidae. É encontrado na Argentina, Bolívia e Peru. Seu habitat natural são pastagens subtropicais ou tropicais de alta altitude.

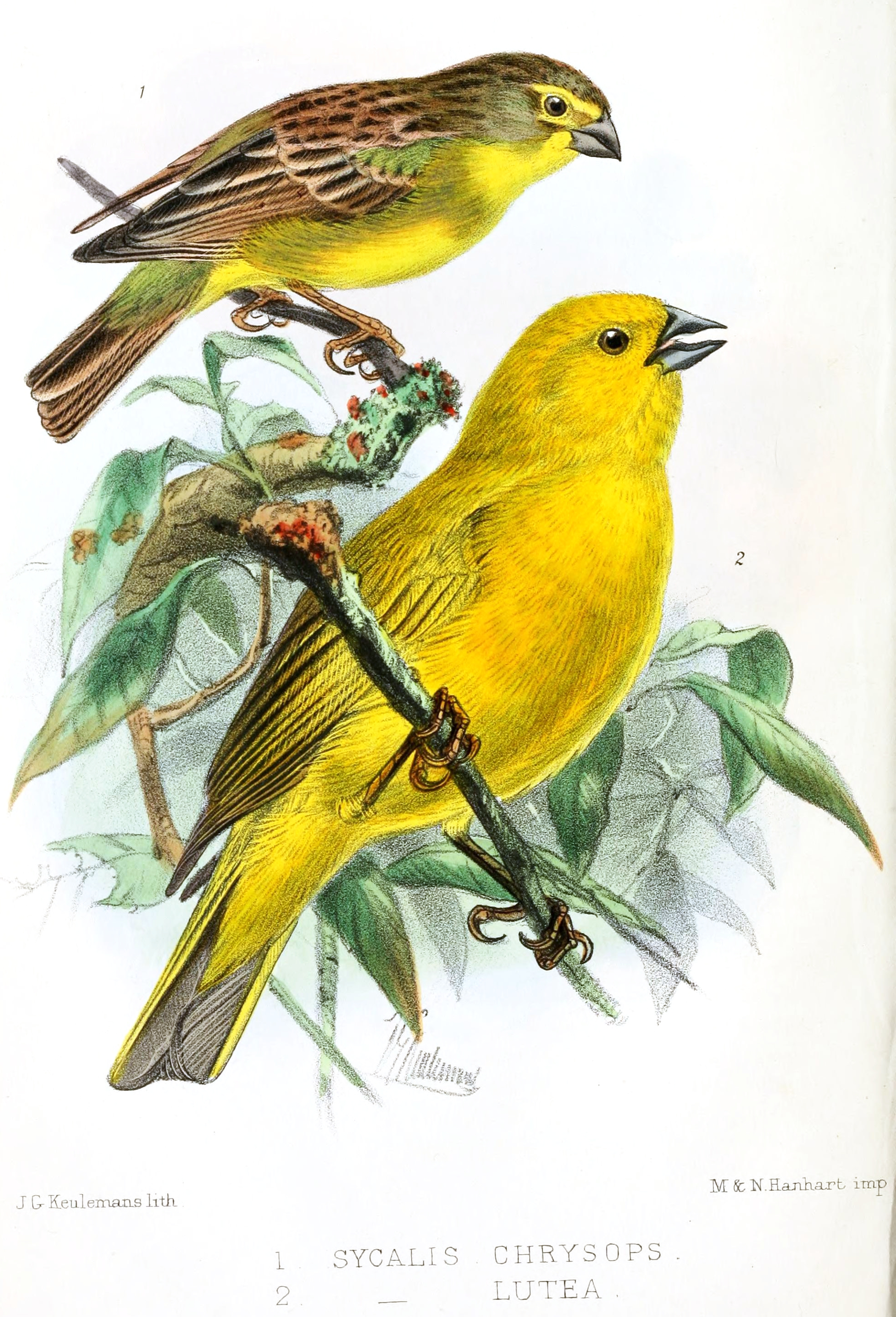
Ilustração (pássaro abaixo) com Sicalis luteola (pássaro acima)